# Balota, Mehedinți
Balota este un sat în comuna Prunișor din județul Mehedinți, Oltenia, România.